# I diari della falena
I diari della falena, romanzo fantasy scritto da Rachel Klein, da cui nel 2011 è stato tratto un film The Moth Diaries.